# Гостинін (гміна)
Гміна Гостинін (пол. Gmina Gostynin) — сільська гміна у центральній Польщі. Належить до Гостинінського повіту Мазовецького воєводства.
Станом на 31 грудня 2011 у гміні проживало 12214 осіб.

## Площа
Згідно з даними за 2007 рік площа гміни становила 270.69 км², у тому числі:
- орні землі: 62.00%
- ліси: 28.00%

Таким чином, площа гміни становить 43.97% площі повіту.

## Населення
Станом на 31 грудня 2011:
| Опис     | Загалом | Загалом | Чоловіки | Чоловіки | Жінки | Жінки |
| -------- | ------- | ------- | -------- | -------- | ----- | ----- |
| одиниця  | осіб    | %       | осіб     | %        | осіб  | %     |
| все      | 12214   | 100     | 6107     | 50.00    | 6107  | 50.00 |
| міське   | 0       | 100     | 0        |          | 0     |       |
| сільське | 12214   | 100     | 6107     | 50.00    | 6107  | 50.00 |

## Сусідні гміни
Гміна Гостинін межує з такими гмінами: Барухово, Гостинін, Ланента, Лонцьк, Любень-Куявський, Новий Дунінув, Стшельце, Щавін-Косьцельни.